# Los Marginales
Los Marginales est un groupe chilien de hip-hop underground, originaire de Santiago. Il est un pionnier du genre et fait partie de la « vieille école » locale,,. Formé au sein du groupe C.M.C. Rapers, ses premiers membres étaient MC Jaime « Lalo Marginal » Miranda, Guillermo « Memo Marginal » Navarro et Miguel « Poly MC » Navarro, ainsi que DJ Gregorio « Kingmaster » Rodríguez, nommé Cogoyo.

## Histoire
L'un des groupes qui se consacrait à cette branche de la culture hip-hop étai Breaking B-14, qui se réunissait à l'arrêt de bus 14 de la commune de La Florida (Chili) et comptait parmi ses membres Gregorio Rodríguez, alors appelé DJ Gregor King Master. Il dirigeait également le groupe Beat Hot Breaker, originaire de Puente Alto. La présentation télévisée ouverte des b-boys Mr. Wiggles et Pop Master Fabel dans l'émission de Sábado Gigante ouvrent une scène pour le circuit de breakdance à Santiago pour diffuser massivement ce style de danse.
Les origines du groupe remontent à environ 1987, lorsque Lalo Molino (surnom de Lalo Marginal en raison de son mouvement de breakdance emblématique) forme C.M.C. Rapers avec des rappeurs de Lo Prado et Providencia (Chili). Parmi eux se trouve Claudio Flores, l'un des breakers habitués de la salle Bombero Ossa. La même année, Memo et Poly MC forment un duo, qui se rebaptise ensuite Los Marginales avec l'arrivée de nouveaux membres. Les premiers morceaux, enregistrés à la maison sur cassette audio, sont partagées avec les habitués de Bombero Ossa, permettant même à des groupes comme Panteras Negras d'enregistrer leurs propres morceaux.
Forts d'une formation solidement établie, Los Marginales commencent à se produire en live dans divers lieux : écoles, universités, places publiques et villes de la région métropolitaine. Ils se produisaient également régulièrement lors des soirées « spandex », organisées dans des lieux comme le Teatro Esmeralda de la Calle San Diego ou le Teatro Carrera. Cette expérience leur permet également de nouer des contacts plus étroits avec des représentants de la scène punk locale, comme Sebastián « Tan » Levine des Pinochet Boys.
Le groupe se sépare en 1994 en raison de problèmes financiers et de leurs propres projets. Ils se réunissent en 2010 où ils sortent un single intitulé La vola, et en 2020, en pleine pandémie, ils mettent en ligne sur les réseaux les morceaux Hey et La bestia, faisant directement allusion au problème de la drogue dans les populations de Santiago.

## Discographie

### Albums studio
- 1992 : Marginal

### Singles
- 2011 : La vola
- 2020 : Hey
- 2020 : La bestia